# Diecezja Oliveira

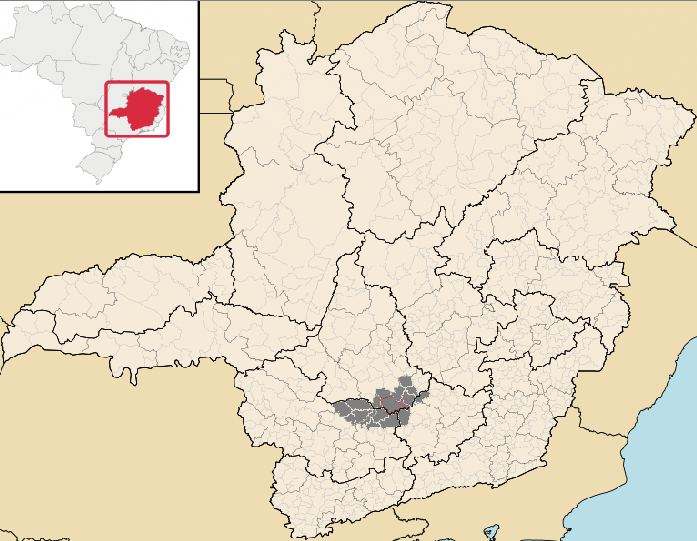
Diecezja Oliveira.

Regional CNBB Leste 2.

Diecezja Oliveira (łac. Dioecesis Oliveirensis) – diecezja Kościoła rzymskokatolickiego w Brazylii. Należy do metropolii Belo Horizonte, wchodzi w skład regionu kościelnego Leste II. Została erygowana przez papieża Piusa XII bullą Quo uberiores w dniu 20 grudnia 1941.